# فرودگاه محلی اووسو
 فرودگاه محلی اووسو (به انگلیسی: Owosso Community Airport) یک فرودگاه همگانی بهره‌برداری هوایی با کد یاتا RNP است که یک باند فرود آسفالت دارد و طول باند آن ۱۳۱۱ متر است. این فرودگاه در کشور ایالات متحده آمریکا قرار دارد و در ارتفاع ۲۲۴ متری از سطح دریا واقع شده است.